# Rádio Západ
Rádio Západ byla soukromá regionální rozhlasová stanice, která začala vysílat 24. ledna 2020 na VKV kmitočtech bývalého Rádia Samson, které FM pásmo opustilo. Své vysílání ukončila 31. prosince 2021.

## Program
Stanice přinášela regionální informace z Plzeňského a Karlovarského kraje, rozhovory s hosty a popovou hudbu převážně posledních 10 let. Okrajově se hrálo i 80's a 90's. Ve vysílání se objevili moderátoři z bývalých západočeských stanic.

## Historie
V polovině roku 2020 neuspělo s návrhem změny zarušeného kmitočtu 103 MHz v Plzni na 90,6 MHz nebo 107,9 MHz. Ke konci roku 2020 podalo žádost o kmitočet 92,4 MHz v Klatovech. Od 1. března 2021 začalo vysílat v DAB+ multiplexu RTI cz DAB. Dne 10. května 2021 získává nový kmitočet 92,4 MHz, což oficiálně oznamuje 12. května 2021 na svém Facebooku.

## Vysílače
- Plzeň – 103,0 MHz / 0,2 kW
- Domažlice – 103,0 MHz / 0,1 kW
- Tachov – 105,6 MHz / 0,2 kW
- Karlovy Vary – 105,0 MHz / 0,2 kW
- Klatovy – 92,4 MHz / 0,1 kW
- Železná Ruda – 105,6 MHz / 0,025 kW
- DAB+ Plzeň (kanál 5B / 1 kW)
- DAB+ Klatovy (kanál 5B / 1 kW)
- DAB+ Třebouňský vrch (kanál 5B / 1 kW)
- DAB+ Karlovy Vary (kanál 5A / 0,5 kW)
- DAB+ Jáchymov (kanál 9C / 1 kW)
- DAB+ Praha (kanál 5A / 1 kW)
- DAB+ Beroun (kanál 5A / 1 kW)
- DAB+ Příbram (kanál 5A / 0,3 kW)
- DAB+ Kašperské Hory (kanál 7A / 1 kW)
- DAB+ České Budějovice (kanál 7A / 1 kW)